# Bennwihr
Bennwihr es una localidad y comuna francesa situada en el departamento de Alto Rin, en la región de Alsacia.
Bennwihr es un centro de producción de vinos de Alsacia de la Ruta de los vinos.